# 의령 전화리 운곡재
의령 전화리 운곡재(宜寧 全火里 雲谷齋)는 대한민국 경상남도 의령군 낙서면에 있는 일제강점기의 건축물이다. 2010년 12월 9일 경상남도의 문화재자료 제520호로 지정되었다.

## 개요
벽진이씨 문중의 재실로 이천민 참의공과 그의 아들 이결 통정대부와 훈도를 지낸 이중광공을 모시는 종중재실로 1856년에 건립되었다.

## 참고 자료
- 의령 전화리 운곡재 - 국가유산청 국가유산포털